# Fagundes Varela
Fagundes Varela là một đô thị thuộc bang Rio Grande do Sul, Brasil. Đô thị này có diện tích 134,291 km², dân số năm 2007 là 2508 người, mật độ 18,68 người/km².